# Argia variata
Argia variata là một loài chuồn chuồn kim trong họ Coenagrionidae.
Loài này được xếp vào nhóm loài thiếu dữ liệu trong sách Đỏ của IUCN năm 2007.
Argia variata được Navás miêu tả khoa học năm 1935.